# امید میرزایی
امید میرزایی (زاده ۱۳۶۷) نویسنده و کارگردان، تدوینگر، طراح آنونس و تیزر اهل ایران است.
وی برنده ۳ سیمرغ بلورین از جشنواره فیلم فجر می‌باشد.
میرزایی کارشناس کارگردانی سینما از دانشگاه آزاد اسلامی بوشهر است و تاکنون تدوین فیلم‌های توریست و کاپیتان را برعهده داشته است.
او همچنین فیلم‌های کوتاه سینماتوگراف، دستور پخت یک قتل، اینجا طبیعت همسایه من است، تار و پود، کانتینر ۳۰۱، چله نشین، من آمریکایی هستم، و تنها کنارهم را کارگردانی کرده است.
وی ساخت و طراحی آنونس و تیزر بیش از صد فیلم کوتاه، بلند و مستند و نمایش از جمله فیلم‌های سینمایی موقعیت مهدی، شادروان، دوزیست، ابلق، گیجگاه، عامه‌پسند، تمساح‌خونی،بچه زرنگ بوده است.
و برای ساخت آنونس و تیزر فیلم‌های شاه‌کش، تک‌تیرانداز، صحنه‌زنی، تصور و فسیل برندهٔ سیمرغ بلورین بهترین تیزر و آنونس از سی و هشتمین، چهلمین و چهل و دومین جشنواره فیلم فجر شده. و در یک دورهٔ دیگر برای تیزر فیلم دوزیست نامزد این جایزه شده است.

## جوایز و افتخارات
| مراسم            | سال  | نتیجه | اثر                     | منبع  |
| جشنواره فیلم فجر | 1398 | برنده | شاه کش                  | [ ۱ ] |
| جشنواره فیلم فجر | 1400 | برنده | تک تیر انداز و صحنه زنی | [ ۲ ] |
| جشنواره فیلم فجر | 1401 | نامزد | دوزیست                  | [ ۳ ] |
| جشنواره فیلم فجر | 1402 | برنده | تصور و فسیل             | [ ۴ ] |
| جشنواره فیلم فجر | 1403 | نامزد | باغ کیانوش              | [ ۵ ] |
| ---------------- | ---- | ----- | ----------------------- | ----- |